# Ferdinand François Châtel
Ferdinand (Toussaint) François Châtel (Gannat (Allier), 1er septembre 1795 - Paris, 13 février 1857), dit l’abbé Châtel, est un ecclésiastique français schismatique, fondateur de l'Église catholique française.

## Biographie
Fils de François Châtel et de son épouse Marie Monnier, il fut ordonné prêtre dans l'Église catholique en 1815. Dans les années 1820, il exerça son ministère à Paris, et s'y fit une certaine réputation de prédicateur à tendance gallicane et libérale. 
En 1830, il fonda, avec d'autres prêtres de même tendance une communauté religieuse qui s'intitula Église catholique française, ce qui eut pour résultat de le voir suspendu par l'Église catholique. La façon dont, en 1831, il put recevoir la consécration épiscopale est objet de débats. Plusieurs noms de consécrateurs possibles sont avancés :  Thomas-Juste Poullard, évêque constitutionnel de Saône-et-Loire, Jean Machaut (1770-1845), lui-même consacré par Guillaume Mauviel, évêque constitutionnel des Cayes (Haïti), ou encore Bernard-Raymond Fabré-Palaprat. Toujours est-il que le voilà « Primat des Gaules » de l'Église catholique française. Il introduisit la messe en français et se revendiqua de l'idéologie libérale, nationale et démocratique de la révolution de 1830.
Des difficultés financières grandissantes et l'opposition gouvernementale conduisirent en 1842 à la confiscation de tous les lieux de culte et à l'interdiction de la communauté. Châtel se réfugia alors quelque temps en Belgique. Après la révolution de 1848, il revint en France et rouvrit son église à Paris, mais il dut la fermer définitivement à la suite de la victoire des conservateurs aux élections de 1849. En 1850, il fut condamné à un an de prison.
Quand il retrouva la liberté, sa communauté s'était dispersée. Il s'installa un temps comme épicier, rue Mouffetard à Paris. Il passa ses dernières années avec sa femme (car il s'était marié) dans la pauvreté. Sa tombe est au cimetière de Clichy-la-Garenne.
Châtel est considéré comme un précurseur de prêtres en rupture de l'Église catholique tels que Hyacinthe Loyson ou Joseph-René Vilatte.

## Ouvrages

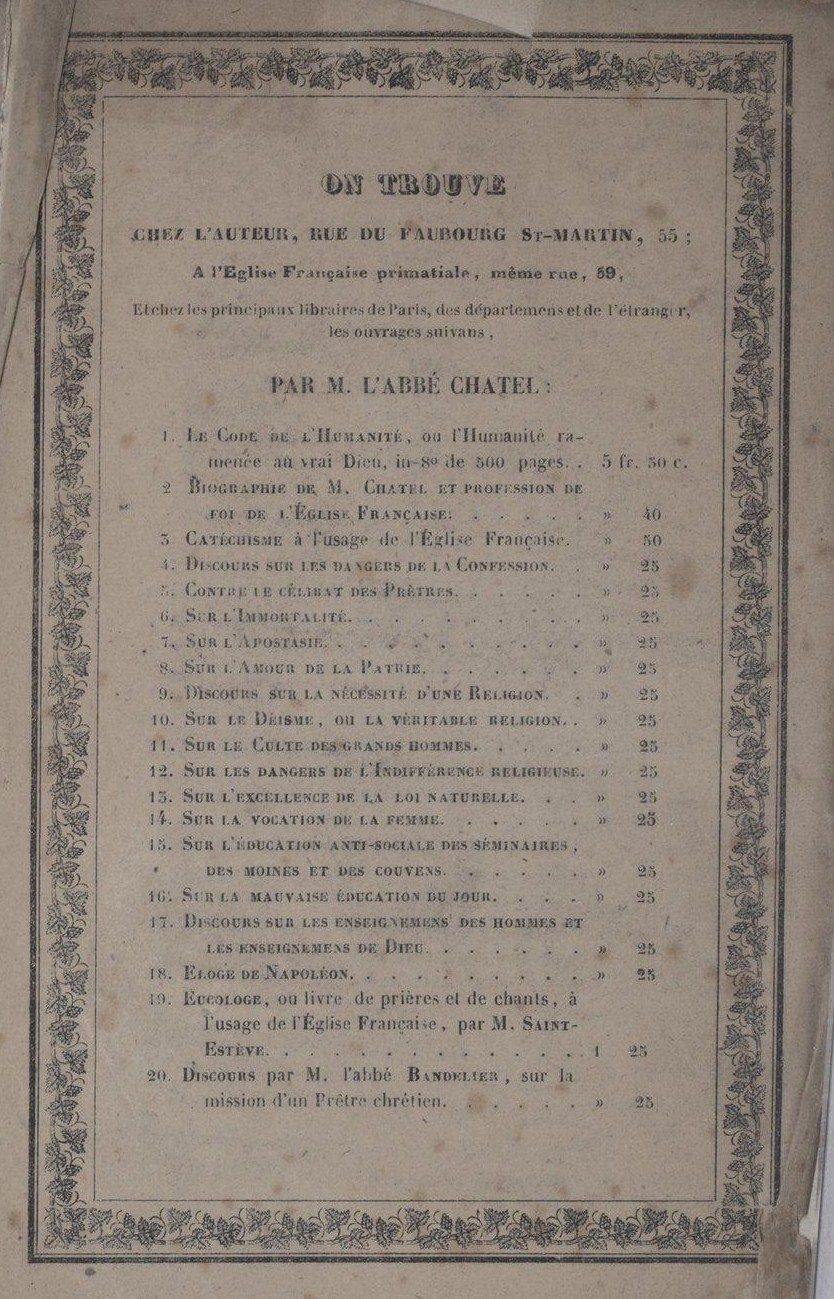
Catalogue d'ouvrages de l’Église Française en 1842.

- Le Code de l'Humanité ou l'Humanité ramenée au vrai Dieu 500 p.
- Biographie de M. Châtel et profession de foi de l’Église Française
- Catéchisme à l'usage de l’Église Française
- Discours sur les dangers de la Confession
- Contre le célibat des prêtres
- Sur l'Immortalité
- Sur l'Apostasie, octobre 1841
- Sur l'Amour de la Patrie
- Discours sur la nécessité d'une Religion
- Sur le Déisme, ou la véritable religion
- Sur le Culte des grands hommes
- Sur les dangers de l'Indifférence religieuse
- Sur l'excellence de la loi naturelle
- Sur la vocation de la femme
- Sur l'éducation anti-sociale des séminaires, des moines et des couvents
- Sur la mauvaise éducation du jour
- Discours sur les enseignements des hommes et les enseignements de Dieu
- Éloge de Napoléon
- Discours sur l'esclavage, 1842, 20 p.Consultable sur Gallica